# سپادا
سپادا (به ایتالیایی: Sappada) یک کومونه در ایتالیا است که در استان بلونو واقع شده‌است.

## خصوصیات
سپادا ۶۲٫۶ کیلومترمربع مساحت و ۱٬۳۳۳ نفر جمعیت دارد و ۱٬۲۵۰ متر بالاتر از سطح دریا واقع شده‌است.